# Alefjäll
Alefjäll är ett skogsområde i södra delen av Ale kommun som ursprungligen kommer från den häradsallmänning där de bofasta innevånarna i dåvarande Ale härad sedan medeltiden kunde förse sig med byggvirke och ved. 
Området nämns första gången i en lista över kronoparker som gjorts 1634 av riksmarskalken Axel Banér: "Ahle fjäll i Ahle häradt två mill långh och een mill bredh, der will behöffwas Heideridare 1" dvs en skogvaktare. 
Denna häradsallmänning ändrades i en dom i Alingsås den 6 augusti 1692, då det bestämdes att gränsen för Alefjäll, nu kronoallmänning, skulle vara: från Långholmen i sjön Mjörn, till Hästebräckan i Östads socken, över Kulemo och norr om Sverket till Kullen. Därefter via Jernbo och Rågtvet i Kilanda – Björbäck – söder om Sannum – Hälltorp och Brandsbo ner i Göta älv. Därefter söderut i älven ner till häradsgränsen mot Vättle härad.
Söder om häradsgränsen till Vättle härad, som motsvarar nuvarande Göteborgs och Lerums kommungränser mot Ale kommun, fanns motsvarande allmänning Vättlefjäll för de där boendes behov. Härads- och kronoallmänningarna Ale- och Vättlefjäll som alltså från början inte överskred respektive häradsgräns, blandas idag ofta samman med nutida naturreservatet Vättlefjäll som överskrider kommungränserna, och därmed också de tidigare allmänningarnas gränser. På Alefjäll finns förutom delar av Vättlefjälls naturreservat också Anfastebo naturreservat.